# Salzburg
Salzburg (cz. Salcburk, hist. Solnohrad; pol. hist. Solnogród) – miasto statutarne w Austrii, stolica kraju związkowego Salzburg. Położone w pobliżu granicy z Niemcami w Alpach, nad rzeką Salzach, na wysokości 424 m n.p.m. 156 619 mieszkańców (1 stycznia 2023), czwarte pod względem liczby ludności miasto w Austrii.
Miasto jako ważne centrum turystyczne oraz sportów zimowych jest jedną z najczęściej odwiedzanych przez turystów miejscowości w Austrii. Stare miasto Salzburga o dużych walorach historycznych zostało wpisane w 1996 na Listę światowego dziedzictwa kulturowego UNESCO. Miejsce urzędowania polskiego konsula honorowego.

## Historia
Pierwszymi osadnikami na tych terenach byli Celtowie. W okresie Cesarstwa Rzymskiego, za panowania Klaudiusza powstało tutaj miasto Municipium Claudium Iuvavum, które stanowiło ważny ośrodek rzymskiej prowincji Noricum. W VII wieku dotarł na te tereny św. Rupert podczas swej podróży misyjnej z polecenia księcia Bawarii, Teodora II. W 696 św. Rupert założył klasztor św. Piotra, który jest uważany za najstarszy klasztor na obszarze niemieckojęzycznym, a może nawet i na świecie, oraz żeński zakon benedyktyński Nonnberg.
Św. Rupert został pierwszym biskupem Salzburga oraz nadał miastu nazwę „Salzburg”, co oznacza „Zamek Solny”. Doceniał rolę i wartość soli.
Pod koniec XIV wieku Salzburg uzyskał niezależność od Bawarii. Stał się siedzibą arcybiskupstwa Świętego Cesarstwa Rzymskiego, a po jego sekularyzacji był stolicą Elektoratu Salzburga w latach 1803–1805.
W 1805 r. Salzburg, wraz z Berchtesgaden, został przyłączony do Cesarstwa Austrii.
W 1809 r. obszar Salzburga został ponownie przyłączony do Królestwa Bawarii po przegranej Austrii pod Deutsch-Wagram.
Podczas Kongresu Wiedeńskiego w 1815 Salzburg został ostatecznie przyznany Austrii, natomiast Rupertigau i Berchtesgaden zostały przekazane Bawarii.
Podczas II wojny światowej znajdował się tutaj obóz koncentracyjny. Podczas bombardowania wojsk alianckich zniszczono 7600 domów i zabito 550 mieszkańców. Chociaż uszkodzone zostały most oraz kopuła katedry, większość budynków architektury barokowej zachowała się. Salzburg jest jednym z niewielu miast o tak jednolitym charakterze architektonicznym. Wojska amerykańskie wkroczyły do miasta 5 maja 1945.

## Zabytki i atrakcje turystyczne

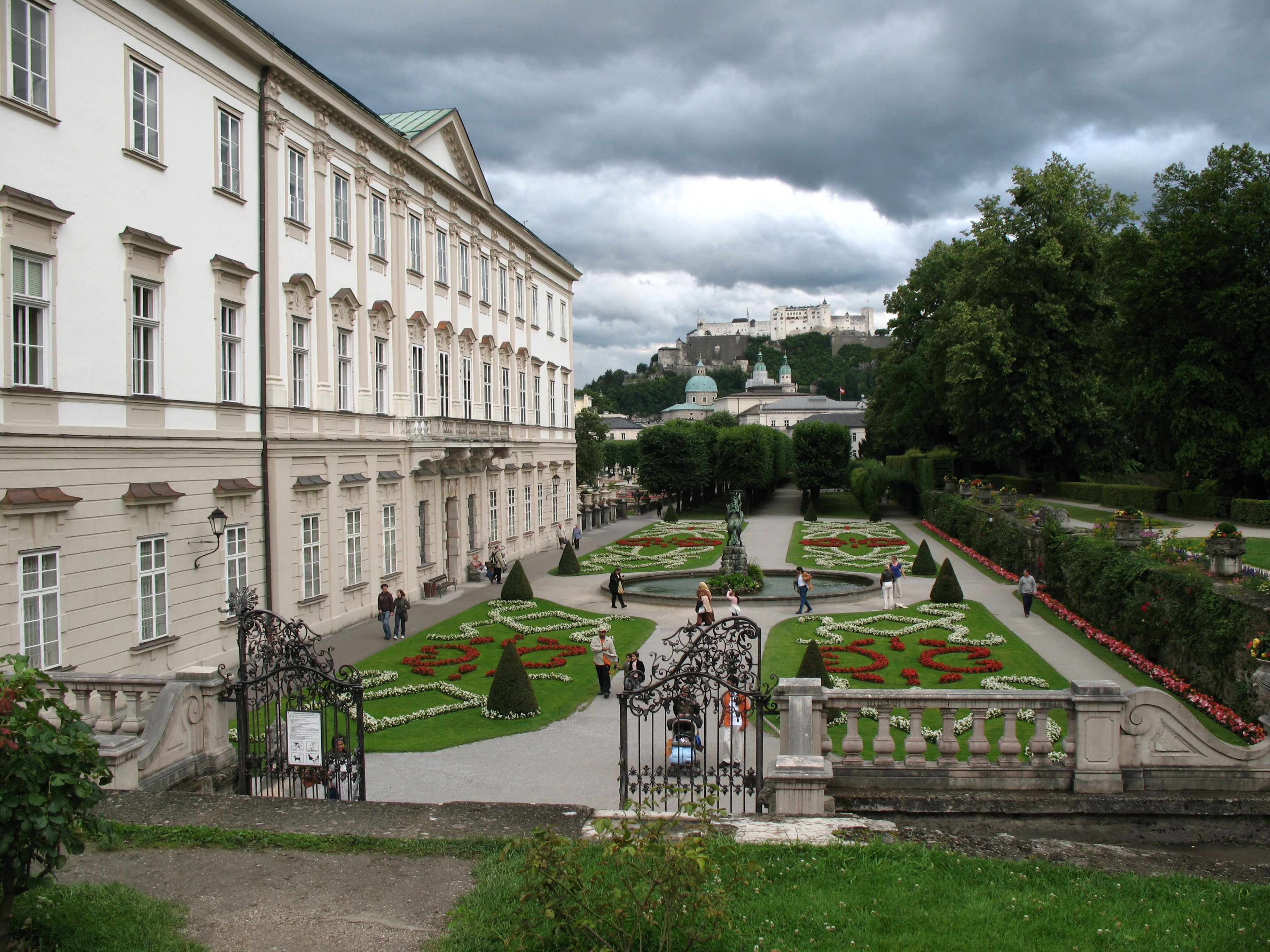
Ogrody Pałacu Mirabell

W sezonie turystycznym liczba turystów przekracza liczbę mieszkańców. Najbardziej odwiedzane atrakcje turystyczne miasta to:

### Centrum miasta

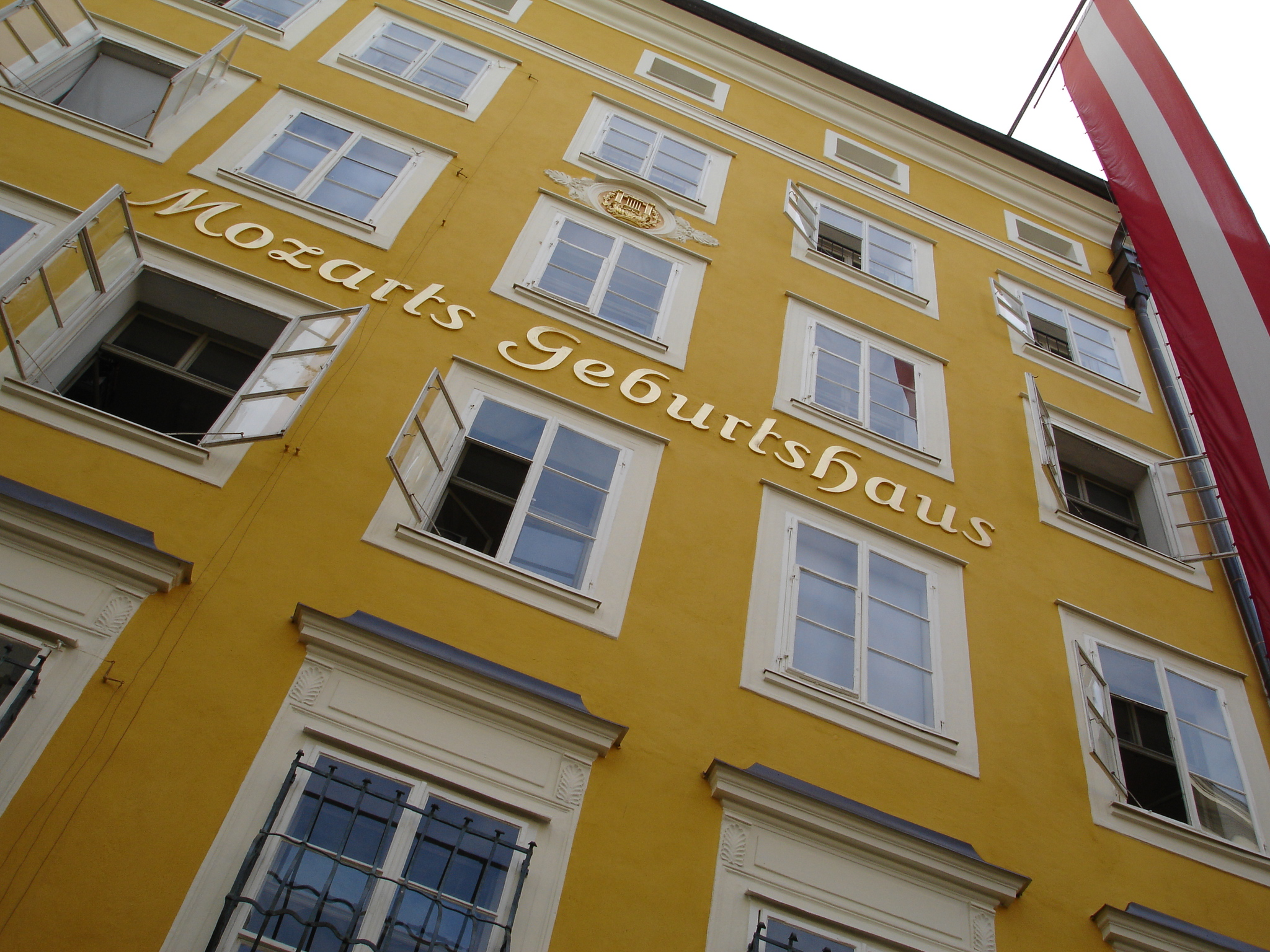
Dom narodzin Mozarta przy Getreidegasse 9

- Twierdza Hohensalzburg – zamek-forteca znajdująca się na wzgórzu ponad starym miastem. Jest to jeden z największych zamków w Europie
- zabytkowe centrum miasta. W roku 1996 znalazło się na liście światowego dziedzictwa UNESCO
- Klasztor św. Piotra, założony w roku 696 przez św. Ruperta. Uważany za jeden z najstarszych zakonów benedyktyńskich na obszarze niemieckojęzycznym w Europie
- Klasztor Nonnberg – żeński klasztor benedyktynek założony przez św. Ruperta. Najstarszy ciągle działający żeński klasztor w Europie.
- barokowa architektura miasta z wieloma kościołami (część wymieniono niżej)
- Katedra (Salzburger Dom)
- kościół franciszkanów z XII-XIII w.
- dawny kościół urszulanek (pw. św. Marka, od 1999 r. należy do kościoła greckokatolickiego), barokowy z początku XVIII w.
- Cmentarz św. Piotra (Petersfriedhof), najstarszy w Salzburgu, poświadczony co najmniej od XII w.
- Kościół Uniwersytecki, barokowy z początku XVIII w.
- Pałac arcybiskupów Salzburga (Salzburger Residenz), z przełomu XVI i XVII w., późnorenesansowy
- główna ulica zabytkowego centrum – Getreidegasse, przy której pod numerem 9 znajduje się dom narodzin Mozarta
- Pomnik Mozarta w Salzburgu
- drugie mieszkanie rodziny Mozartów – (Tanzmeisterhaus) przy Makartplatz

### Poza centrum miasta
- pałac Mirabell z ogrodami
- rokokowy Pałac Leopoldskron
- Pałac Hellbrunn wraz z parkami i pałacami
- Pałac Klessheim
- Red Bull Arena stadion klubu piłkarskiego Red Bull Salzburg

## Kawiarnie Salzburga
Przez wiele wieków historii pełni rolę ważnego ośrodka handlowego i komunikacyjnego. W 1683, po odparciu armii tureckiej spod wiedeńskich murów, w obozie Kary Mustafy znalezione zostają zapasy kawy. W całej Austrii zaczynają powstawać kawiarnie. Pierwszą tego typu kawiarnią w Salzburgu zostaje istniejąca do dziś Café Tomaselli. Kawiarnia ta jest najstarszą do dziś istniejącą kawiarnią Europy Zachodniej. Bywali w niej: Wolfgang Amadeus Mozart, Michael Haydn, Hugo von Hofmannsthal i Max Reinhardt. Nieco później powstaje druga tradycyjna kawiarnia – dziewiętnastowieczna Café Fürst, w której w 1890 wymyślono słynne czekoladki: Mozartkugel (z niem. kule Mozarta).

## Edukacja
- Uniwersytet w Salzburgu

## Transport
W mieście istnieje komunikacja autobusowa, trolejbusowa oraz system S-Bahn. Główna stacja kolejowa w mieście to Salzburg Hauptbahnhof.

## Osoby urodzone w Salzburgu
- Martin Amerhauser – austriacki piłkarz grający na pozycji pomocnika, reprezentant kraju w latach 1998–2005
- Felix Baumgartner – austriacki spadochroniarz oraz BASE jumper. Jest znany ze szczególnie niebezpiecznych akrobacji, które wykonywał podczas swojej kariery
- Christian Doppler – fizyk i matematyk austriacki urodzony przy Makartplatz 1. Znany z odkrycia efektu zwanego od jego imienia efektem Dopplera
- Herbert von Karajan – dyrygent
- Hans Makart – malarz, grafik i projektant dekoracji wnętrz, przedstawiciel akademizmu. Jego imieniem Makartplatz został nazwany jeden z placów Salzburga
- Joseph Mohr – ksiądz i kompozytor. Wraz z Franzem Gruberem skomponował muzykę i napisał słowa pieśni bożonarodzeniowej Cicha noc. Wykonał ją po raz pierwszy osobiście w kościele w Oberndorf bei Salzburg w 1818 roku
- Wolfgang Amadeus Mozart – kompozytor wychowany również w Salzburgu. Pracował tutaj dla arcybiskupa w latach 1769–1781, zanim został przez niego wyrzucony i wyjechał do Wiednia. Rodzina Mozarta jest pochowana na małym cmentarzu w centrum miasta
- Roland Ratzenberger – kierowca Formuły 1. Zginął podczas treningu San Marino Grand Prix w 1994 roku
- Georg Trakl – poeta ekspresjonista. Zmarł w 1914 w Krakowie

## Współpraca
Miejscowości partnerskie:
- Włochy: Busseto, Merano, Werona
- Niemcy: Drezno
- Japonia: Kawasaki
- Nikaragua: León
- Francja: Reims
- Tanzania: Singida
- Chiny: Szanghaj
- Litwa: Wilno

### Informacje ogólne
- Oficjalna strona miasta
- City Bus System

### Informacje kulturalne
- Visit Salzburg
- Festiwale w Salzburgu
- Biblioteka Europejska

### Informacje turystyczne
- Informacje o Salzburgu
- Wirtualne zwiedzanie miasta